# 沖縄県の神社の歴史

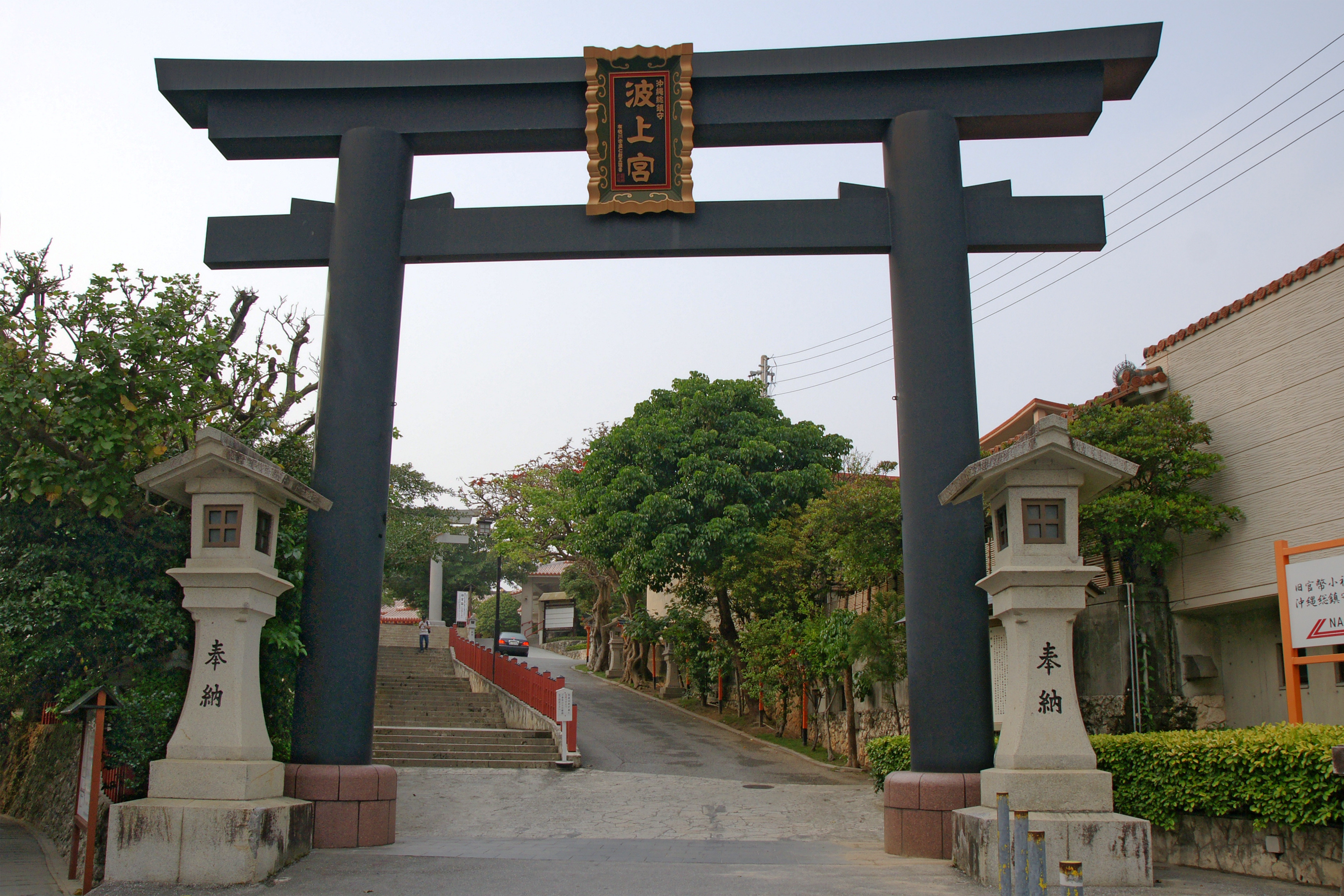
波上宮一の鳥居

本項、沖縄県の神社の歴史（おきなわけんのじんじゃのれきし）では沖縄県の神社、神道、神社行政について、主に歴史的な観点から概説する。なお、神道と琉球神道は源流が同じであることから両者を同一視する（神社と御嶽を同一視する）見解もあるが、本記事ではそれぞれの地域で発展した土着の信仰とする立場で記述する。
沖縄県庁によれば、2022年現在で神道系に分類される宗教法人は16社で、そのうち10社が神社本庁に加盟している。しかし、登録されていないが「神社」「お宮」と呼ばれるものを含めると、その総数は明らかではない。沖縄の神社は琉球王国時代に設立されたもの、大正期から昭和初期までに設立されたもの、戦時下で御嶽に鳥居が建てられ「神社」「お宮」と呼ばれるようになったものの3つに大別することが出来る。
外来宗教であった日本の神道が、いつ琉球に伝えられたのか明確な記録は残されていないが、日本の仏教と共に神仏習合のかたちで教義が伝来したと考えられている。琉球王国時代の14世紀半ばから16世紀後半にかけて、のちに官社として王府の保護を受けた琉球八社などが創建され、17世紀初頭の琉球侵攻後には薩摩藩の影響を受けて士族格の社家が成立し、神職は薩摩の神社で修業をした。
琉球処分後の沖縄では旧慣温存政策が取られたため、神仏分離令など明治政府による宗教政策の影響は遅れた。1890年（明治23年）に波上宮が官幣小社に列せられると、沖縄にも国家神道の影響が及ぶようになり、1910年（明治43年）に『沖縄県諸禄処分法』が発布されると波上宮を除いた7社は無格社となって荒廃した。そのいっぽうで大正期から昭和初期までにかけて、県社などとして沖縄神社・宮古神社・護国神社などが創建された。戦争が激化する1940年ごろに出征する兵士の武運長久を祈るための神社を整備する必要から一村一社構想が展開され、各地の御嶽を神社の様式に改変し、不足していた神職を確保するために、ノロを神職へと養成する講座が開かれた。その後、沖縄戦の影響で沖縄中南部の神社の多くは荒廃した。
戦後のアメリカの統治下では、本土で施行された『宗教法人法』の効力は及ばず、神社の復興は民間の寄付によって行われた。これにより波上宮や普天満宮などが復興されたが、沖縄神社や世持神社など仮宮に留まるものや、まったく再興されなかった神社、あるいは沖宮や天久宮のように戦前とは異なる形で再興された神社もある。このような神社は社団法人として運営されていたが、沖縄本土復帰と共に取り潰しになる恐れがあった。そのため神社本庁は戦災で失われていた『沖縄県神社明細帳』の復元を行い、これを基にして本土復帰と共に宗教法人の認証が行われた。

## 神道の伝来

### 仏教の伝来と神道
古来から沖縄には中国王朝との交流により様々な中国文化がもたらされたが、宗教面での影響は儒教と道教に限られ、中国仏教の影響は受けなかった。そのため沖縄への仏教の伝来は日本本土からとなるが、併せて神道教義も神仏習合のかたちで伝来したと考えられる。
『中山世譜』などによると、沖縄で最初の仏教寺院は1265年建立の極楽寺である。咸淳年間に禅鑑という僧が渡来し、帰依した英祖王が浦添城下に菩提寺として極楽寺を建立した。禅鑑は国籍不明と記されるが「補陀落僧」と記されることから、補陀落渡海を試みて琉球に漂流してきた僧と推測される。新垣裕之は、この禅鑑によって神道がもたらされたと推測する。
参拝施設としての神社が作られたのはこれよりも降る。察度の時代（1368年ごろ）に日本から渡来した頼重が王の祈願寺として波上山護国寺を創建し、真言宗の本山とした。さらに尚金福の時代、1452年に臨済宗の満叟が開基となって壺宝山長寿禅寺（のちに長寿寺）が創建された。このように琉球には真言宗（聖家）と臨済宗（禅家）の2宗が伝来し、第一尚氏末期には多くの寺院が建立されていた。これらの寺院にはやがて神社が併設されていったが、創建された時期は記録に残されていない。それぞれの祭神は聖家では熊野権現（伊弉冊尊、速玉男尊、事解男尊）が多く、禅家は天照大神であった。この頃の神社には神職はおらず、仏教僧が兼任していたと考えられる。

### 民間への神道伝来

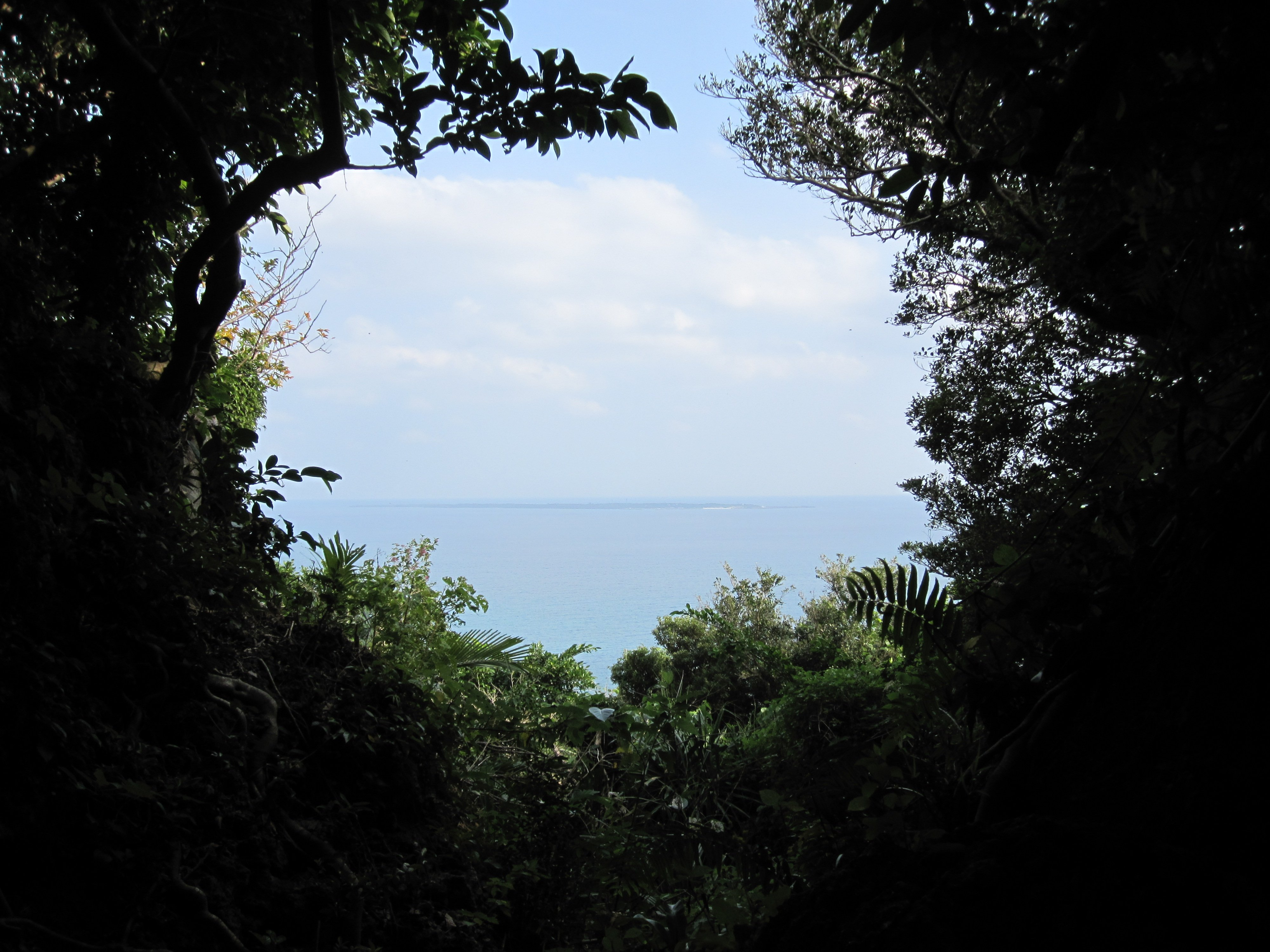
斎場御嶽から遥拝するニライカナイ信仰の聖地久高島

以上は王府に庇護された社寺で史料にも記録が残されているが、これ以外の経路でも神道が伝来していたと考えられている。宮家準（1972年）は沖縄の神社の祭神に熊野権現が多いことについて、熊野の補陀落信仰と琉球神道のニライカナイ信仰には類似性があり、これを受け入れやすい土壌があったと指摘した上で、15世紀以降に一般民衆に熊野信仰を伝えたのは琉球と交易を行っている商人であった可能性を示している。
また加治順人は神社の立地に注目し、御嶽（琉球神道の聖地）であった場所に神社が勧請されたと推測している。さらに『琉球国由来記』に記される住吉明神（住吉神社）や、天神（天満宮）の記録を基に、一部の官人や民衆には本来の神とは異なる機能を付加されて受容されたと推測している。

## 琉球八社と宗教政策

### 聖家系神社の勃興と琉球八社の成立
王府に庇護された神社は、15世紀から16世紀までは聖家と禅家の間で社格の違いは無かったと考えられている。1608年に成立した『琉球神道記』巻第5の冒頭には、聖家の波上宮（護国寺）・沖宮（臨海寺）・普天満宮（神宮寺）・八幡宮（神徳寺）、禅家の識名宮（神応寺）・天久宮（聖現寺）・末吉宮（万寿寺）・長寿宮（長寿寺）のほか、天満宮（長楽寺）の名が挙げられているが、そのうち大社とされた7社のうち聖家系は3社、禅家系は3社である。
しかし1609年の琉球侵攻後は、聖家系神社が厚遇を受けるようになっていった。例えば、16世紀までは王府で行われる祈願は聞得大君を始めとするノロ組織と禅家系寺院によって行われていたが、薩摩藩の侵攻後は農作物の豊穣祈願をノロ組織、王家の無病息災・国家安泰などは波上宮・普天満宮などの聖家系神社、王家の葬儀や先祖供養は禅家系寺院が受け持つようになった。また尚豊5年（1625年）には正月行事として禅家系寺院・中国系神廟にくわえて聖家系神社を参拝することが恒例化し、尚賢4年（1644年）には国王の普天満宮参詣（フティンマメー）が定例化して一般庶民の崇敬も集めた。そして1671年には護国寺住職の頼昌が羽地朝秀に願い出て、臨済宗であった万寿寺（末吉宮）・神応寺（識名宮）・聖現寺（天久宮）が真言宗に改められた。こうした経緯を経て聖家系神社が官社になり、琉球八社が成立したと考えられる。

### 神職制度の成立
またこれまでは神道祭祀も僧が行っていたが、17世紀に入ると神職制度が作られた。最初に記録に残る神職は、波上宮の天願筑登之親雲上である。1684年に神職を管理する「寺社座」が設置されると、神職は大夫（たいふ）・祝部（はふりべ）・内侍（ないし）・権祝部（ごんはふり）などの職制が敷かれた。特に波上宮のみに配置された大夫は、他社の神職の任免を王府に進言することが出来る上級神職で、波上宮が琉球八社の最上位に置かれた。さらに1689年に士族の系統を管理する「系図座」が設置されると、神職に奉仕する為には士族の身分が必要とされるようになり、社家（奉位さん）が成立した。なお、神職の品位は最高位でも従四品までで、禅家僧の最高位が正二品であったことと比較すると冷遇されている。

### 薩摩藩の影響
明確な記録は残されていないが、以上のような宗教政策の転換には薩摩藩の影響があったとする説がある。薩摩藩による琉球侵攻により拘束された尚寧は、掟十五条の受け入れと起請文の提出により、1611年に帰国を許された。これ以降、薩摩藩による琉球支配の一環として国王の王位継承や摂政・三司官が就任する際に、波上宮で「誓詞之儀」を執り行い、薩摩藩に起請文を提出することが義務となった。
また1635年に天願筑登之親雲上は薩摩の諏訪神社に派遣されて神道修行を行い、神道祭祀・33種の神楽・烏帽子や浄衣などの衣装を琉球にもたらしたとされる。これ以降、琉球の神職は薩摩の諏訪神社で修業を行うのが倣いとなった。さらに康熙20年（1688年）には、薩摩の意向を受けて聖家は新義真言宗根来派から真言宗醍醐寺派に代わり、薩摩の大乗院の末寺に編入された。
このように聖家は薩摩藩の影響を強く受けていたが、宗教政策の転換と薩摩藩の関連性を示す記録は残されていない。いっぽうで琉球王国側の自発性をみる説には、ノロ組織を抑制したい羽地が聖家と結び、王府内の精神的浄化を図ったとする平敷令氏の説や、王府が社寺を国家宗教として管理したことで薩摩からは琉球が追従しているように認識されていたとした上で、神道と琉球神道を連動させて琉球神道を存続するための対薩摩政策という側面もあるとする新垣裕之の説がある。

### 私社の維持運営
なお、琉球八社から漏れた浮島神社（長寿宮）・住吉神社・御伊勢堂・箕隅宮・天神社・荒神社・恵美須神社など、私社については公的な記録が残されていない。しかし神社の伝承などによれば、設立者の子孫や周辺の住民によって維持運営されていたと考えられる。

## 近代の宗教政策

### 旧慣温存政策
明治に至り、1879年（明治12年）の琉球処分により琉球王国は廃絶し、沖縄県が新設された。しかし、清国を宗主国とし明治政府の沖縄政策に反発する士族層などの存在があり、しばらくは旧慣温存政策が取られた。そのため、宗教を含む文化面の改革は緩やかに進行した。例えば近世の沖縄の神社はいわゆる氏子の制度がなく、官社である琉球八社の運営は王府の社禄によって賄われていたが、琉球王朝の廃絶後も明治政府がこれを維持し、1910年（明治43年）まで存続した。なお、琉球王国時代の記録がない私社は、琉球処分後に琉球八社の末社に編入させられている。

### 官幣小社波上宮の成立
沖縄に国家神道の影響が現れるのは、波上宮が官幣小社に列せられた時からである。1888年（明治21年）に丸岡莞爾が沖縄県知事に就任すると、「一般尊王愛国ノ気風ヲ振興セシメ施政上必要」として官幣社の設置を求めて活動を始めた。官幣社は新嘗祭や例祭に幣餞料が下賜される格の高い神社だが当時の沖縄には無く、北海道の札幌神社の例にならい琉球八社で最も尊崇を受け立地もよい波上宮が選ばれた。1889年7月に行われた上申は直ちに認められ、僅か半年後の1890年（明治23年）1月20日付けで波上宮は官幣小社に列せられた。これは沖縄県が日本の地方であることを文化的・宗教的に知らしめる意味があったと考えられる。
これと同時に沖縄で初めての神仏分離が行われた。波上宮にあった仏像は、県から護国寺に移すように達があり、新たな御霊代（みたましろ）が東京から護送された。5月13日に行われた鎮座告祭式は「未曽有の盛典」と報告されている。また明治初期の調査によれば、沖縄の神社には香炉が置かれるなどしており、琉球神道の拝所としての機能も備えていたが、これも同時期に失われていったと考えられる。この他にも、神職制度では「大夫」を「宮司」に改め、世襲制の社家は廃止され、奉仕は新たな神道行事作法で始められるなど、沖縄の神社は日本化されていった。
官幣社に列せられると同時に、例祭（波上祭・なんみんさい）が定められた。祭日は当初12月29日であったが、年末には人が集まらないとして1893年（明治26年）からは5月17日になった。波上祭は沖縄で初めて行われた日本式の祭りで、1898年（明治31年）の新聞は「神輿行列が町を練り歩き、市中の家々が国旗を掲げて、朝から晩まで境内には参拝者が絶えなかった」と記している。祭日は役場や学校が休業となり、競馬・沖縄角力・ハーリーが開催されるなど年々規模が大きくなり市民の娯楽として定着していった。

### 旧官社の衰退
波上宮から始まった本土の影響は、1910年（明治43年）の『沖縄県諸禄処分法』の発令により他の7社にも及んだ。琉球王国時代から王府の祭祀のみを行い檀家・氏子を持たなかった官社は沖縄処分後も県庁に属して補助金を受給していたが、『沖縄県諸禄処分法』により民営化と共に社格は無格となった。併せて7社でも世襲の社家も廃止されたが実質的には継続して同じ人物が務め、拝所を祀るノロクモイや大阿母（おおあも）といった女性たちも正式な神職ではないものの職を続けた。しかし、民営化による運営は厳しく7社は荒廃していった。例えば沖宮では旧国宝に指定された本殿は倒壊し、他の旧官社と共に日中戦争期の沖縄県振興事業で復興計画に採り上げられるまで放置された。
波上宮を除く7社が衰退した理由について、鳥越や新垣は「民衆の信仰は琉球神道であり、王府の祈願を行っていた神道は民衆に取り込まれなかったため」としている。しかし加治順人は、フティンマメーや私社の存在により琉球王国時代から民衆にも神道信仰が浸透していたと反論している。

### 新興された神社

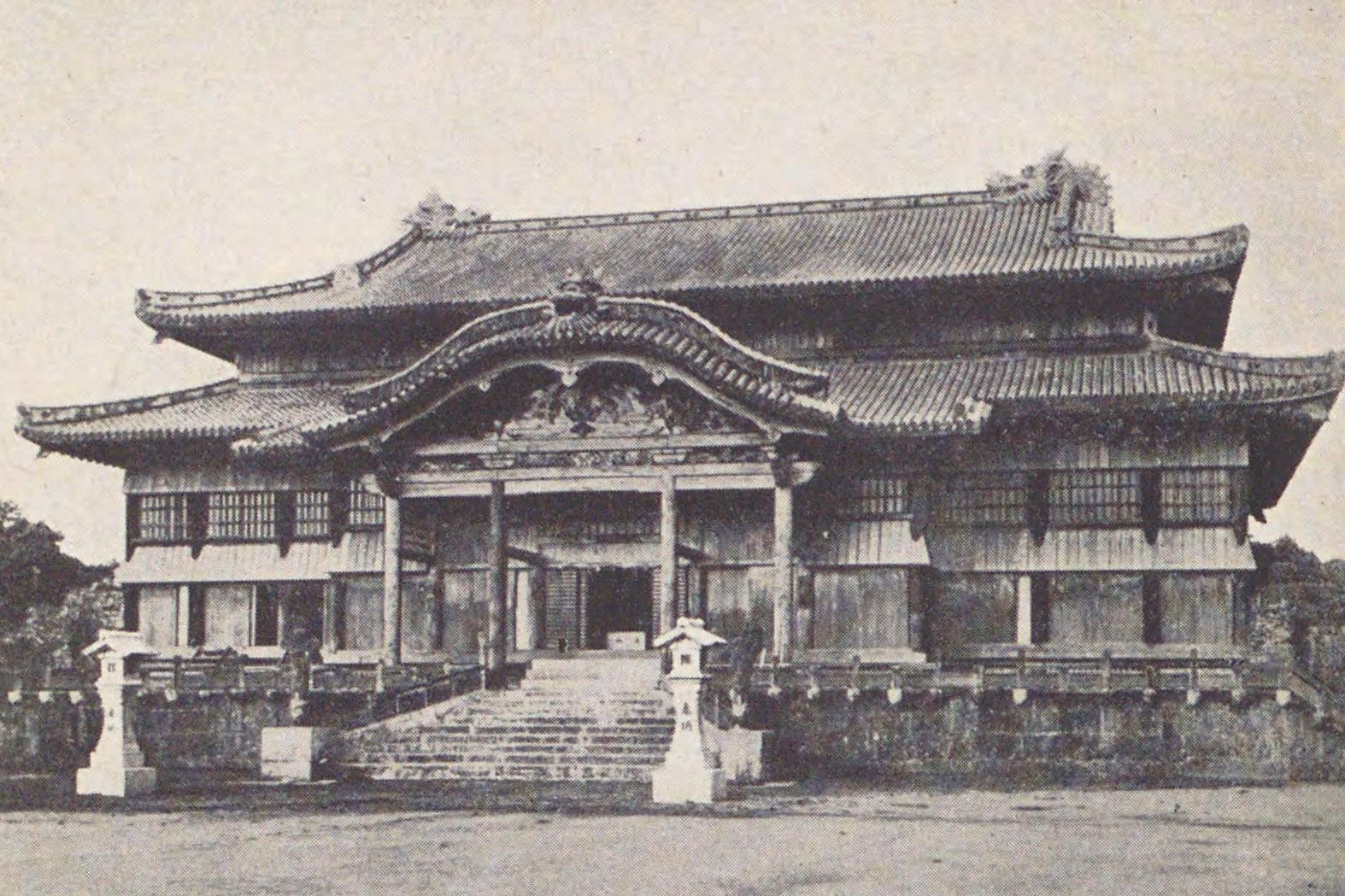
沖縄神社拝殿（首里城正殿・1942年）

いっぽうで、大正期から昭和初期にかけて新たな神社が建立された。まず県は、舜天・源為朝・尚泰を祭神とする県社を計画し、1910年（明治43年）に『県社・村社建設理由書』を提出した。この事業は明治天皇御即位50年事業に位置づけられたが、天皇の崩御により中止になった。県社の協議は1914年（大正3年）に再開され、1925年（大正14年）に県社沖縄神社が建立された。沖縄神社は廃藩置県後に荒廃していた首里城正殿を拝殿とし、その後方に本殿を造営した。老朽化と虫害により倒壊しそうになっていた正殿は1925年に旧国宝に指定され、1928年の国会で国費による解体復元工事の了承可決後に伊東忠太により復元工事が行われた。復元による拝殿は白木造である。祭神は紆余曲折あったが、当初の3柱に加えて尚円・尚敬を加えた5柱が祀られた。
この他に宮古神社（1925年）・名護城神社（1928年）・世持神社（1937年）が建立された。このような新たに設立された神社は、広い境内に本殿・拝殿・社務所など本土の神社と変わりない施設が備わっていた。
なお、19世紀末に沖縄県に編入され、20世紀初頭に入植した南大東島と北大東島にも明治期に神社が建立されている。

### 戦時下の神社と一村一社構想

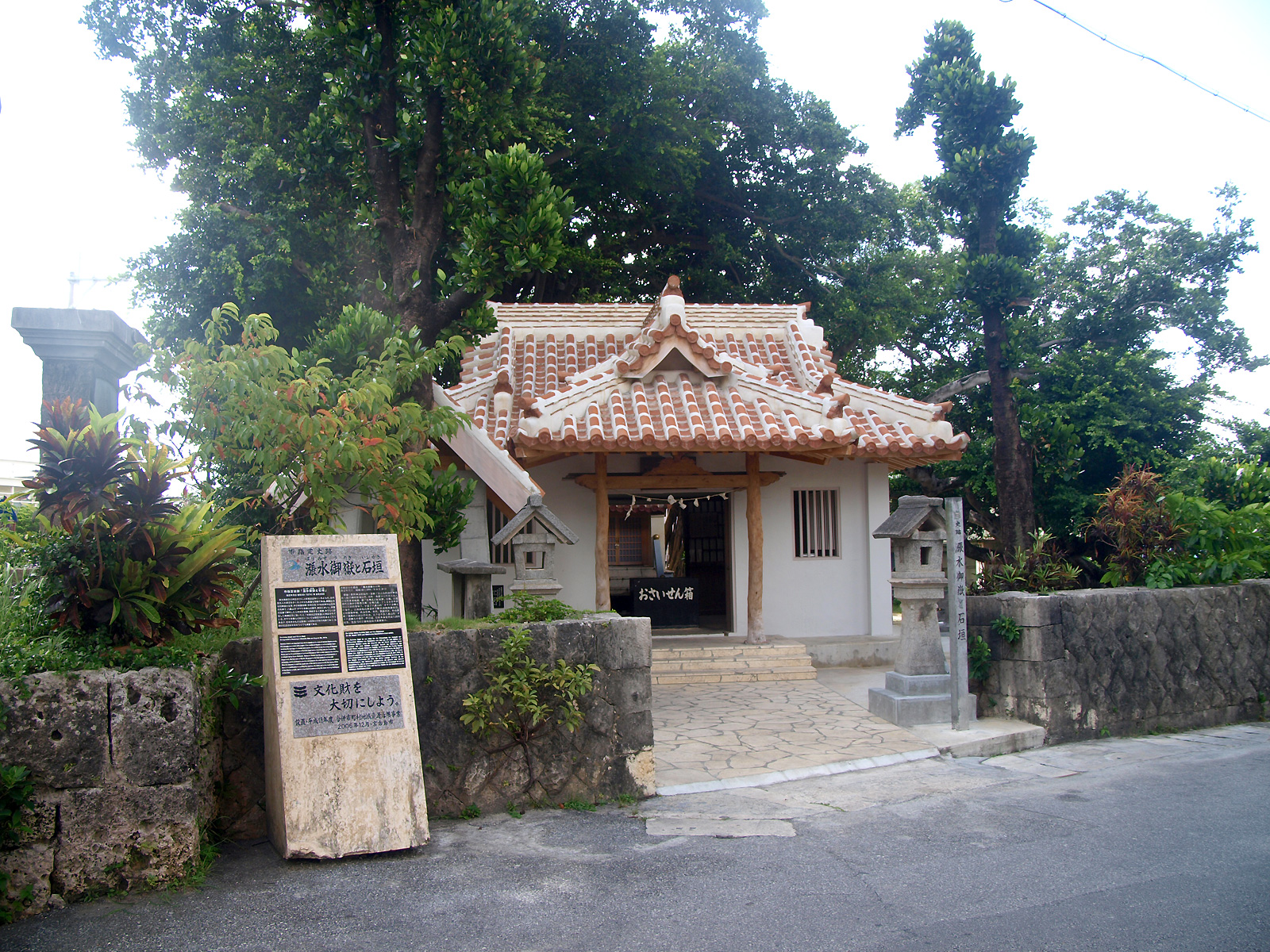
漲水御嶽。1940年の宮古神社の遷座に伴い抱き合わせの行事が行われるようになり、漲水神社と呼ばれるようになった。

また同時期には戦争と関わりが強い神社が建立された。1904年の日露戦争の開戦後は波上宮を中心に戦勝祈願が繰り返し行われるようになり、1914年には第一次世界大戦への宣戦奉告祭が、1917年には入営奉告祭が行われていた。こうした中で戦没者の慰霊を行う神社が希求されるようになるが、すでに周辺が繁華街となっていた波上宮は戦没者を祀る場所としては不適当という認識が生まれていた。1936年（昭和11年）に新たに招魂社が建立され、1940年（昭和15年）に沖縄縣護國神社に改称された。改称当時の祭神は日清戦争1柱・日露戦争195柱などの計310柱で、他県の護国神社と比べても小規模であった。
沖縄では、戦死者を祀る護国神社が民間でも建立されたことが特徴で、2018年現在でも米軍嘉手納基地内や宮古島に現存する。これらは御嶽に勧請されたものと考えられ、祭祀も琉球神道の方式で行われている。
また、沖縄県には歩兵連隊が置かれなかったため、徴兵されることは県外に出征することと同義であった。本土で出征兵の武運長久の祈願が神社で行われる事は沖縄でも知られていたが、昭和初期の沖縄で神職を擁して機能していた神社は波上宮・普天間宮・沖縄神社・護国神社の4社のみで、神社の無い地域ではどのようにするのかが問題となっていた。そのため荒廃していた琉球八社のうち6社を急遽「県社・郷社」に格上げし、さらに地域の御嶽を神社として整備する構想が持ち上がった。この構想は1939年ごろから唱えられ、1940年（昭和15年）8月27日の新聞で「一村一社」と記された。
一村一社構想は当初は資金難から見送られたが、1943年に県は国に琉球八社の復興助成金の助成を申請した。さらに県社として新たに5社を挙げたほか、900以上ある御嶽から村社60社と末社150社に整理統合する計画を図った。実際に神社化された御嶽には、糸満市の白銀堂・南城市佐敷の月代宮・宜野座村の惣慶宮と泡瀬神社・本部町の新里宮・与那国町の十山神社・西表島の白浜神社などがある。また自治体首長から推薦されたノロを対象とした神職養成講習会を護国神社などで開催し、不足した神職をノロからの切り替えで補おうと試みた。しかし、4ヵ年計画であった一村一社構想は、戦局の悪化により頓挫した。なお内務省史料には1938年（昭和13年）時点の沖縄の神社は10社と記されているが、末安大孝（1992年）は終戦末期の神社の数は227社に及んだとしている。
多くの神社は、沖縄戦をきっかけに破壊され荒廃した。ただしこれら全てが米軍の攻撃によるものなのかは、はっきりしていない。たとえば護国神社は、沖縄戦直後に米軍が撮影した写真では拝殿の屋根に大きな穴が開いているものの健在であった。しかし長嶺牛清（1953年）は「1946年に見た時は鳥居が残っているのが見えたが、数年後には跡形もなく失われた」と証言しており、戦後の復興期に建材として解体利用された可能性がある 。

## 終戦後

### アメリカの統治下の戦災復興
戦後の沖縄は本土と切り離されてアメリカの統治下となった。キリスト教や仏教は戦前の宗教団体法が適用されて宗教法人として維持運営ができたが、神道は非宗教とされていたため、沖縄の神社は社団法人として活動を再開せざるを得なくなった。
また神社の戦災復興は民間からの支援に頼らざるを得なかった。寄付は県民のみならず、ハワイ・ペルー・ブラジルなどの沖縄系移民や、篤志家の呼びかけに応じた財界人から寄せられた。波上宮と普天満宮ではいち早く復興が始められ、1953年（昭和28年）には仮社殿が完成した。1950年代半ばからは次々と神社が復興されたが、加治は「こうした神社復興は単なる信仰問題ではなく祖国復帰運動の象徴と捉えることが出来る」としている。
しかし、戦前に大規模な神社であっても復興が果たされないこともあった。たとえば旧県社の沖縄神社があった首里城には、アメリカの指令によって琉球大学が新設された。1960年（昭和35年）には沖縄神社再建運動が起きたが土地の返還が果たされず、替わりに首里城のすぐ東の弁ヶ嶽に小さな祠が再建された。
いっぽうで生まれ変わりを果たした神社もある。1953年（昭和28年）に比嘉真忠はご神託を受けたとして沖宮復興期成会を結成し、戦災前とは異なる天燈山御嶽（奥武山公園）に沖宮を再興した。この他、天久宮と世持神社も比嘉の神託によって再興された。
また、護国神社では1959年（昭和34年）に全戦没者を合祀する第1回春季例大祭が執り行われて民間人を含む93,446柱が合祀され、同年の第1回秋季例大祭では沖縄戦で戦没した本土出身者65,717柱も合祀された。護国神社に民間人や他郷出身者が合祀されることは珍しく、沖縄独自の路線と言える。

### 沖縄返還
沖縄の本土復帰が決定されると、あらゆる分野で沖縄と本土の違いをどのように補正するかが課題となったが、神社界も同様であった。『宗教法人法』への移行について当初の政府案は、アメリカ統治下の宗教団体をそのまま宗教法人に移行する計画であったが、前述のように社団法人であった沖縄の神社はこれに含まれていなかった。この方針に対し神社本庁は文化庁や沖縄北方対策庁に粘り強い申し入れを行い、琉球政府が保管する『神社明細帳』にある神社も宗教法人の認証を受けられることになった。なお『神社明細帳』は戦災で焼失していたが、神社本庁がこれを復元して宗教法人化に漕ぎつけている。
また、この頃の神職は沖縄戦の生還者と本土からの赴任を含めてわずか5人であり、不足を補う必要があった。神社本庁は本土復帰前に2回の神職養成講習会を行い、講習を修了した全員が正式な神職となった。しかし、この時に神職になったのはユタが多かったようである。講師を務めた小野迪夫（1992年）は、講習中や試験中に神懸かりする女性がいたと回顧している。加持は「沖縄の神社制度を日本化するための緊急的な処置によって、かえって沖縄的な神社文化が正統性を獲得した」と評している。

### 現在の神社と御嶽

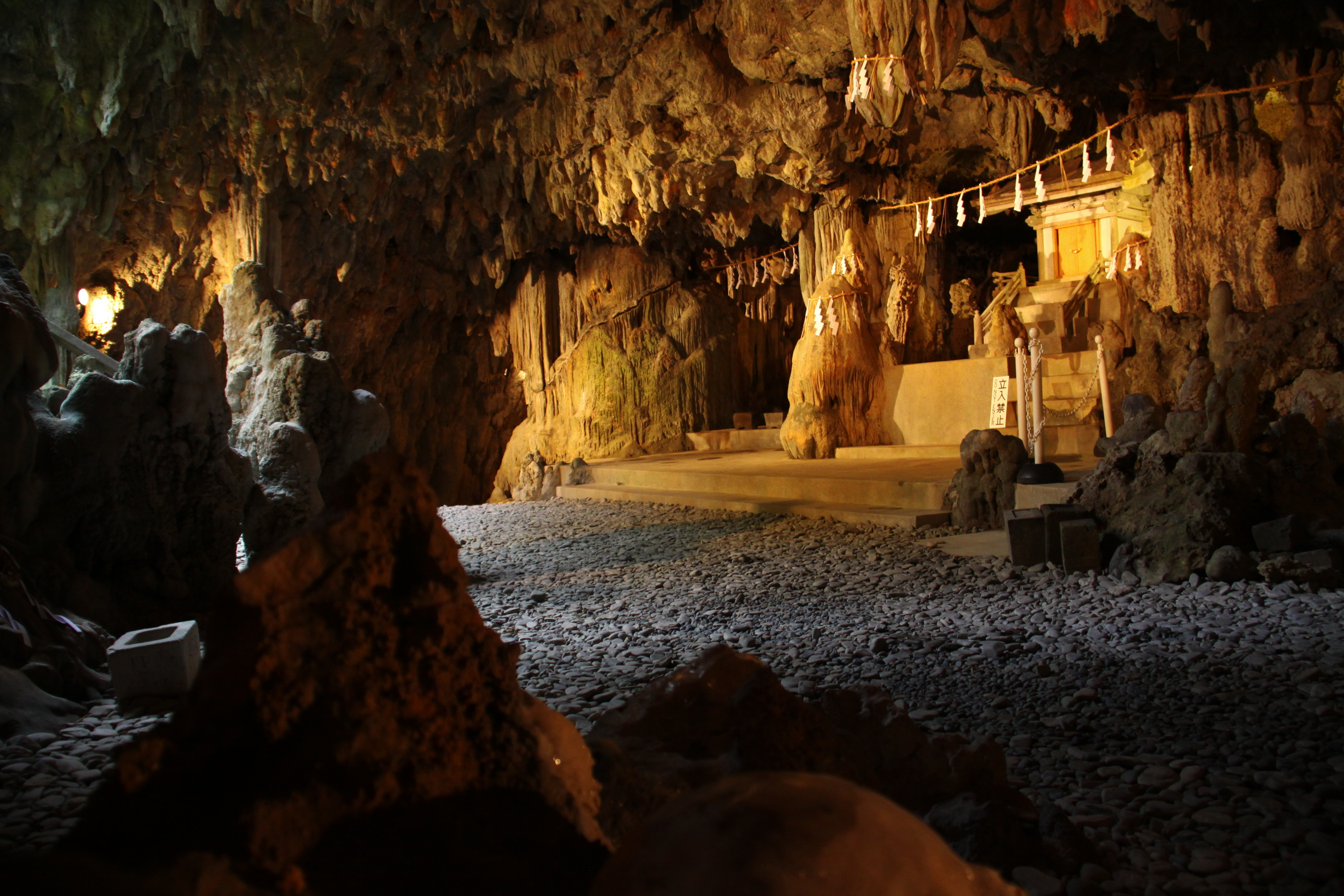
現在も御嶽祭祀が行われる普天満宮の奥宮

沖縄返還以降は、疎遠となっていた沖縄と本土の神社の関係は強化され、本土と同じ祭典や行事も定着した。例えば沖縄では旧正月の慣習が根強く残っているが、復帰後は新正月に神社へ初詣に行く慣習も根付いた。その他、戌の日参り・初宮参り・七五三などの子供の成長を願う参拝慣習や、厄除け祈願・地鎮祭・選挙やスポーツの必勝祈願なども本土と同様に行われるようになっている。
沖縄の神社も、本土と同じように境内に本殿・拝殿・参道・手水舎・社務所・玉垣・鳥居を備えたものを指し、香炉や祠しか置かれていない御嶽とは区別して理解されている。そのいっぽうで神社は御嶽の役割も担い、ノロやユタがビンシーをもって参拝することも少なくない。例えば普天満宮は古くから洞窟祭祀が行われた御嶽でもあり、祭神には熊野三神や天照大神に並び、琉球神道のニライカナイ神や火の神も祀られる。年数回行われる琉球神道の祭祀（ウマチー）では、ノロが祭祀を取り仕切り、神社の神職は後で立ち会うのみである。その他の神社でも、沖縄特有の干支ごとの厄年（トゥシビー）の厄除けや屋敷御願（ヤシチヌウグァン）を依頼される事も珍しくない。また悪霊祓いや霊能力者の紹介依頼など、ユタと神職、御嶽と神社の区別をしていないと思われる相談を神社にする人も多く、その傾向は那覇市から遠いところで強い。このように御嶽信仰や民間霊能力者への畏怖の念によって支えられている面も併せ持つのが、沖縄の神社の特色である。
また前述の理由で戦時下に神社化した御嶽の多くは現在も神社だが、一部は御嶽に戻されている。たとえば今帰仁城にあった北山神社の鳥居は1975年の沖縄国際海洋博覧会を期に「沖縄らしくない」という理由で撤去された。戦時中に行われた御嶽の神社化については、皇民化教育の残滓としてとらえられる事も少なくない。